# Patrón zebra

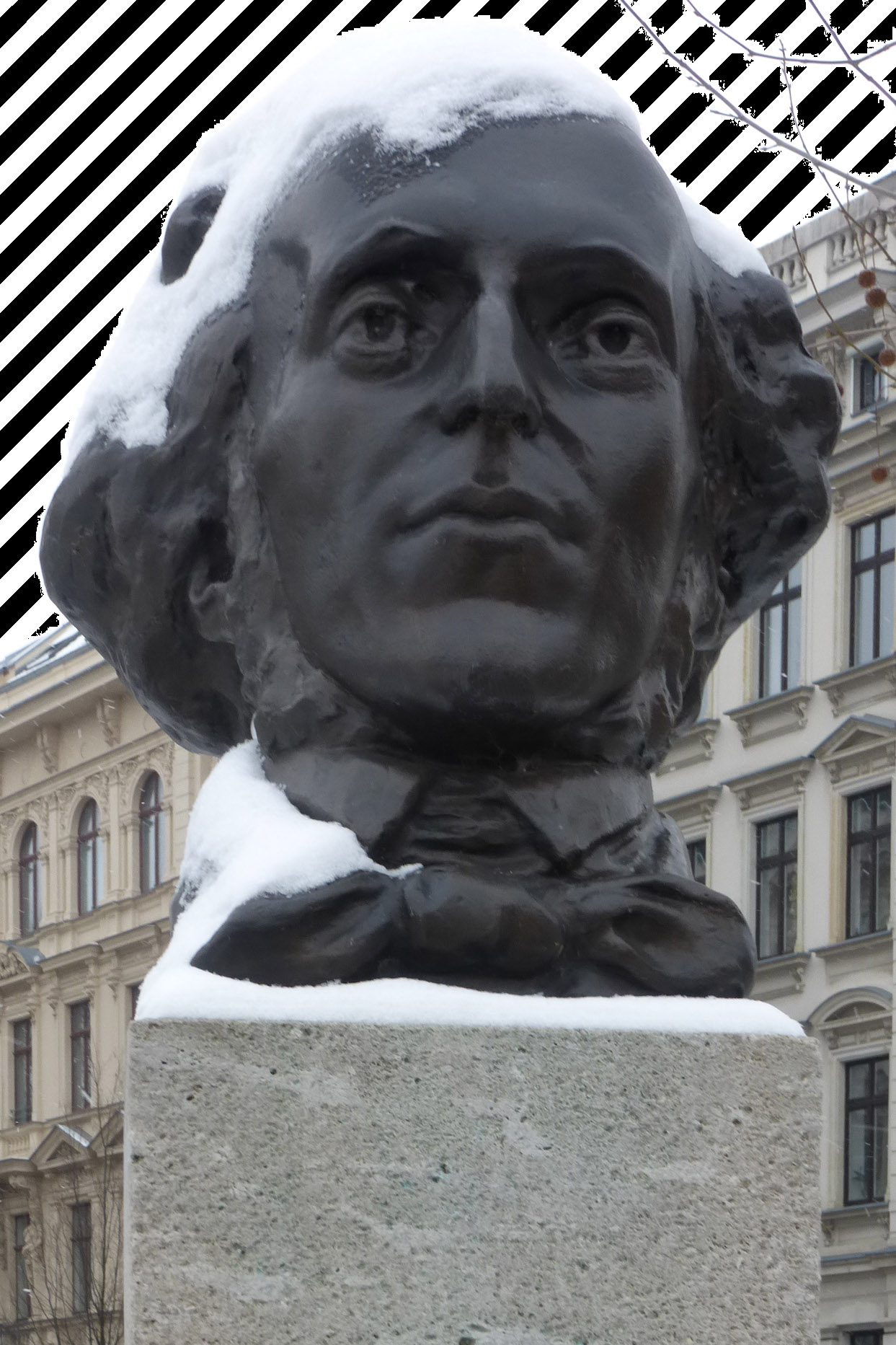
Fotografía de un busto de Felix Mendelssohn en el que aplica el patrón zebra para identificar el fondo sobreexpuesto

Un patrón zebra es una función característica en la mayoría de videocámaras digitales de ámbito profesional -en menor medida en las de ámbito doméstico- que se utiliza para detectar las zonas del encuadre que presentan sobreexposición. Si el brillo y la luminosidad sobrepasan un determinado nivel, las partes con exceso de luz aparecen destacadas en el visor mediante rayas digitales. 
Esta señal sirve para ajustar los niveles de vídeo, la apertura, la ganancia y la velocidad del obturador.
Para comprobar en la cámara si la exposición es correcta es necesario utilizar el conmutador zebra .Cuando se filma en modo manual controlando el diafragma y la velocidad de apertura, el patrón zebra muestra en la pantalla de la cámara unas franjas diagonales en las partes saturadas de lo que se está grabando, es decir, se indican las zonas sobreexpuestas en el visor.
Para observar esta función de la videocámara podemos, por ejemplo, colocar un objeto o persona delante de una ventana donde entre luz (en posición a contraluz). Conforme se va abriendo el diafragma se puede observar cómo el objeto o la persona, que en modo automático aparecía completamente oscura, puede ser filmado perfectamente iluminada, quedando la imagen de fondo quemada. En el patrón zebra, todo el espacio que rodea al objeto o a la persona aparece visionado con rayas que indican su sobreexposición. En modo automático, sin embargo, sería imposible sacar el objeto o la persona bien iluminada.